# Justin Chambers

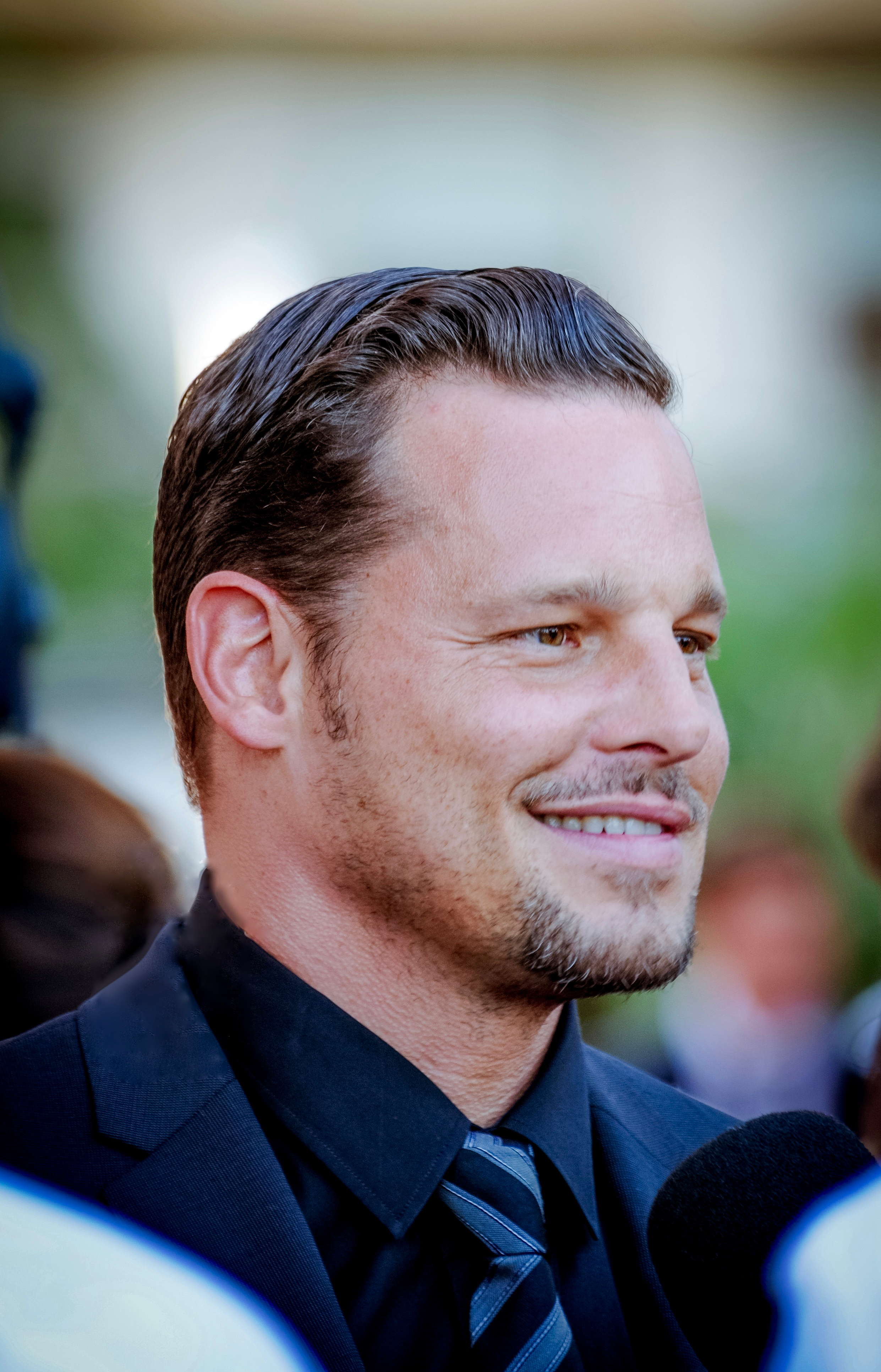
Justin Chambers 2014

Justin Chambers (* 11. Juli 1970 in Springfield, Ohio) ist ein US-amerikanischer Schauspieler. Er ist halb irischer und halb deutscher Abstammung.

## Karriere
Er wurde von einem Model-Scout in der Pariser U-Bahn entdeckt und machte später Werbekampagnen für den Modedesigner Calvin Klein. Nach einigen Aufträgen in Europa, Japan und den USA beschloss Chambers, ins Filmgeschäft einzusteigen und zog nach New York.
Dort arbeitete er vier Jahre in den HB Studios, was ihm im Anschluss zu seiner ersten Rolle in der Fernsehserie Another World verhalf. Seinen ersten größeren Erfolg hatte er mit einer Nebenrolle in dem Film Wedding Planner an der Seite von Jennifer Lopez. Von 2005 bis 2019 spielte Chambers die Rolle des Dr. Alex Karev in der Fernsehserie Grey’s Anatomy.
Justin Chambers wurde bei der „What Is Sexy?“-Party 2008 des US-amerikanischen Modeunternehmens Victoria’s Secret zum „Sexiest Dad“ (dem erotischsten Vater) gewählt.

## Privatleben
Chambers hat einen Zwillingsbruder namens Jason sowie einen älteren Bruder und zwei ältere Schwestern. Er ist seit 1993 mit der Model-Agentin Keisha Chambers verheiratet, mit der er insgesamt fünf Kinder hat.
Am 31. Januar 2008 wies sich Chambers selbst aufgrund von Erschöpfung und Schlafstörungen in das UCLA Medical Center ein.

## Filmografie
- 1995: Another World (Fernsehserie)
- 1996: Die Glut der Gewalt (Harvest of Fire)
- 1997: Rose Hill – Der Traum vom Wilden Westen (Rose Hill, Fernsehfilm)
- 1998: Four Corners (Fernsehserie, 5 Folgen)
- 1999: Liberty Heights
- 1999: Seasons of Love (Fernsehserie, 2 Folgen)
- 2001: Wedding Planner – verliebt, verlobt, verplant (The Wedding Planner)
- 2001: The Musketeer
- 2002: Leo
- 2002: Hysterical Blindness (Fernsehfilm)
- 2003: Cold Case – Kein Opfer ist je vergessen (Cold Case, Fernsehserie, 3 Folgen)
- 2005–2020: Grey’s Anatomy (Fernsehserie)
- 2005: Southern Belles
- 2005: Der Zodiac-Killer (The Zodiac)
- 2008: Lakeview Terrace
- 2013: Broken City
- 2022: The Offer (Fernsehserie)